# Reso kyrka
Reso kyrka är församlingskyrka i Reso församling. Den ligger centralt i Reso (finska: Raisio) stad i Egentliga Finland. Den är en medeltida långkyrka i gråsten med yttre måtten 28 x 12 meter. Den har en yttre sakristia, ett vapenhus och ett västtorn. Kyrkorummet täcks av ett tunnvalv av trä.

## Församlingen
Rester av en äldre kyrka har hittats i Ihala by. Vid den finns gravar från 1100-talet som troligtvis är kristna. Reso kyrksocken är med säkerhet från 1100-talet men nämns första gången i urkunderna år 1292 då herr Olav av Reso fick en testamentarisk donation. Möjligen är det samme herr Olav som var kanik i Åbo och kyrkoherde i Reso 1324 och 1325 och som 1340 blev den första domprosten i Åbo och då fick behålla Reso som domprostens prebende. Mellan åren 1337 och 1340 gjordes Rusko till ett annex under Reso och blev 1340 en del av domprostens prebende. Formellt fortsatte Rusko som en självständig församling men med en med Reso gemensam vikarie. År 1577 gjorde kung Johan III den tidigare klosterkyrkan i Nådendal till huvudkyrka och Reso kyrka till annex i församlingen. Åren 1640–1844 var Nådendals församling prebende för Akademien i Åbo och år 1894 avskildes Reso som en separat församling.

## En folksägen
Enligt en sägen nedtecknad av Petrus Gyllenius år 1656 byggdes Reso kyrka av en jätte, vilkens namn ingen visste. Efter ett tag fick folket veta att han hette Kijl (finska: Killi) men då blev jätten så förbittrad att han rev ett stort stycke av kyrkan och drog till Tyskland. Året därpå kom han igen och hade i sin pung en sten, som han skulle använda till att förstöra Reso kyrka. Han mötte en gammal käring vid en ö utanför Rimito Krampen med en säck full av skosulor. Hon svarade på jättens fråga att det var så långt till Reso kyrka att hon hade nött ut alla de skorna på vägen därifrån. Då gav jätten upp och kastade stenen mot kyrkan. Stenen föll dock ned i fjärden nordväst om Runsala ö och kallas Kukkarokivi (svenska: Pungsten).

## Kyrkobyggnaden
Under medeltiden nämns Reso kyrka uttryckligen ca 1415, 1442 och 1470. Myntfynden i kyrkan härstammar från 1319 till modern tid. Den traditionella forskningen har tagit fram kyrkans byggnadshistoria som följer. Senast omkring 1320 har den nuvarande kyrkan uppförts utan någon föregångare på platsen. Kyrkans gavlar har som enda prydnad ett målat kors på västgaveln. Till kyrkan anslöt sig en gråstenssakristia som var betydligt större och högre än den nuvarande. Kort efter sakristians uppförande ersattes den med den nuvarande, mindre sakristian. Den har uppförts senast på 1350-talet. Till ett följande, icke daterbart byggnadsskede hör gråstenspartiet av kyrkans västtorn, som byggdes med stora bågöppningar i nedervåningen. Kort efter tornets uppförande insåg man att det var dåligt byggt och murade igen öppningarna i nedervåningen. Till 1400-talets byggnadsskede hör vapenhuset. En grundlig inventering gjordes 1968 och kyrkan restaurerades 1968–1969. Det igenmurade korfönstret öppnades, de två senast tillkomna nordfönstren igenmurades, vapenhusets tunnvalv återuppfördes och västdörren mellan kyrka och torn öppnades. År 1989 renoverades kyrkan på nytt och tornets nedersta våning tillslöts med dörrar och bildar kyrkans huvudingång.
År 1994 framförde en forskare – efter en systematisk jämförelse av de finska medeltida kyrkobyggnadernas planer, murar och detaljer – att stenkyrkorna på det finska fastlandet har uppförts från 1430-talet till 1550-talet och att Reso kyrka hör till dem som har uppförts efter 1480.

### Inventarier
- Två gravstenar från tiden 1100–1200 som har varit inmurade i kyrkmuren står i ingångshallen.
- Triumfkrucifix gjort av den så kallade Lundomästaren från början av 1300-talet.
- Kyrkans skyddshelgon Sankt Mårten finns avbildad som en träskulptur av Lundomästaren från början av 1300-talet[5] och som en glasmålning från 1400-talet.
- Predikstolen köptes i Riga år 1653 och är en gåva av majoren Ivar Ivarsson, adlad Friesensköld, till Vaisaari.[6]
- Altartavlan med Getsemane-motiv har målats av hovmålaren Robert Wilhelm Ekman 1867.[7]
- Ett medeltida ekskåp som överst pryds av en målad ”Jerusalems mur”.
- Underlandshövdingen i Åbo Arvid Grabbes, adlad Grabbenskiöld, till Nuorikkala, begravningsvapen från 1655. Han är begravd i koret.[8]

### Omgivningen
- Kring den utvidgade kyrkogården uppfördes med början från 1811 en kallmur av gråsten.
- Handlanden Mattias Cavéns gravkapell (1814). Han ägde Hintsa rusthåll.
- Gravmonument av sarkofagtyp över professorn i historia och moral vid Akademien i Åbo Johan Bilmark (död 1801). Monumentet har skapats av Charles Bassi och bekostades med offentliga medel.
- Gravmonument i form av en bruten obelisk över vice ordföranden i senaten för Finland Carl Edvard Gyldenstolpe (död 1831).